# José Claramunt
José Claramunt (Puzol, 16 luglio 1946) è un ex calciatore spagnolo, di ruolo centrocampista.

## Carriera
Con il Valencia vinse la Liga nel 1970-1971 e la Coppa del Re nel 1967.